# Sam McVey
Samuel E. Mac Vea, dit Sam McVey, est un boxeur afro-américain né le 17 mai 1884 à Waelder (Texas) et mort le 23 décembre 1921 à New York.

## Carrière
Né au Texas, il grandit à Oxnard (Californie) où il découvre la boxe anglaise.
Dans une carrière de dix-huit ans sur quatre continents, le record de McVey comprend 63 victoires, quinze défaites, douze nuls et deux nuls, avec quarante-six KO. McVey est décédé à New York le 23 décembre 1921. Il a été intronisé à l'International Boxing Hall of Fame en 1999.
Il lutta trois fois contre Jack Johnson, la première fois en 1903, en finale pour le titre de champion du monde des Colored Heavyweight (poids lourds de couleur) combat qu'il a perdu, une seconde fois, il perd à nouveau par KO à San Francisco l'année suivante, en 1904, enfin il rencontre une dernière fois Johnson pour un combat de démonstration de six rounds à La Havane, deux jours avant que Johnson ne perde le titre des poids lourds au profit de Jess Willard.
Sa carrière professionnelle, débutée en 1902, est notamment marquée par des victoires contre Sam Langford and Harry Wills. McVey, en tant que noir américain, n'aura pas l'occasion de se battre pour le titre mondial. Il meurt d'une pneumonie contractée à New York durant l'hiver 1921.
Le 24 octobre 1907, il bat le français Marc Gaucher en 4 rounds durant un match aux Folies Bergère commenté par toute la presse sportive.

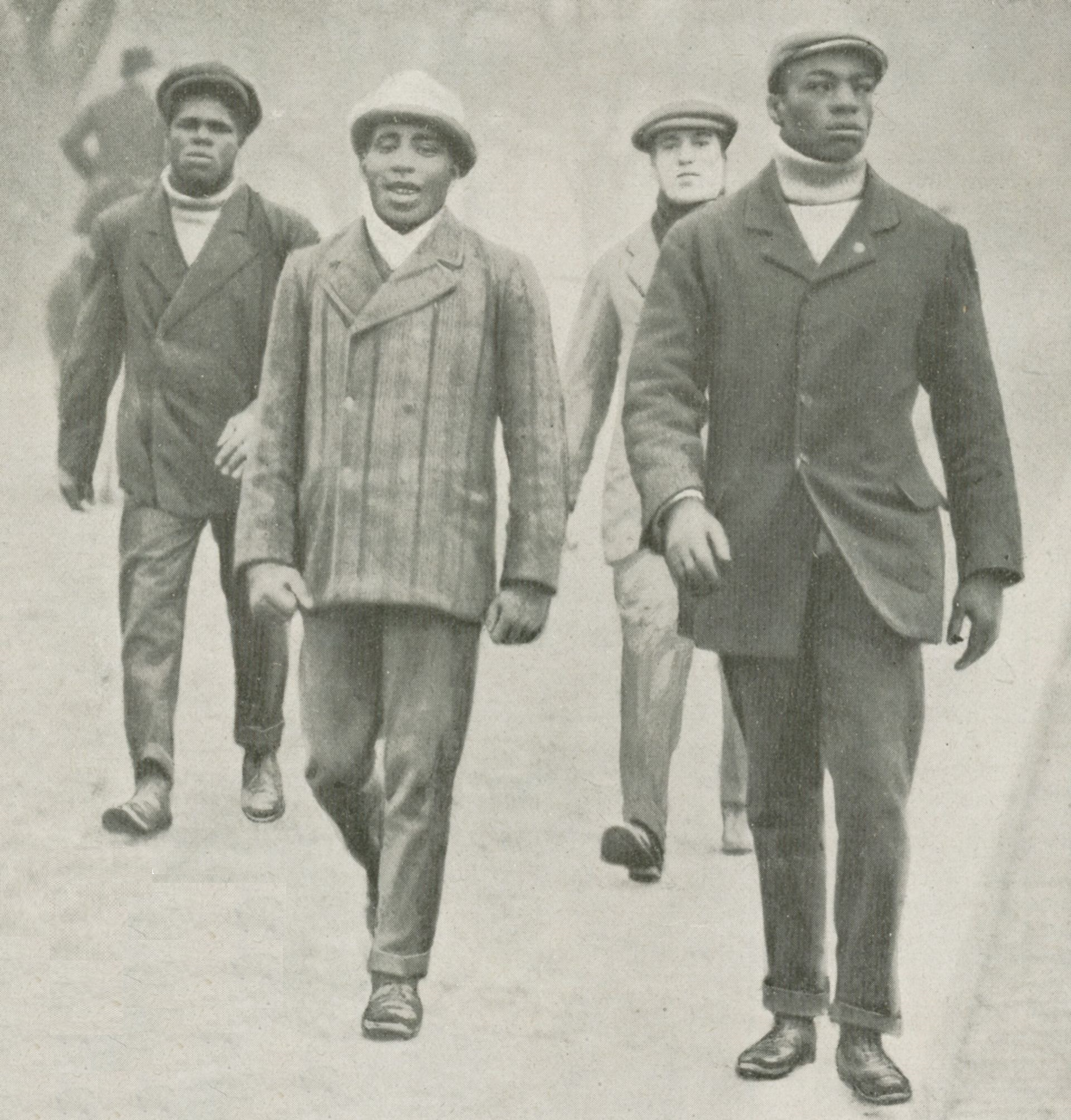
À Paris : Sam McVey (à gauche), Kid Davies, Marc Gaucher et Charlie Williams dans La Vie au grand air, 1er février 1908.

Le 17 avril 1909 à Paris, il abandonne contre Joe Jeannette, au cours d'un combat au finish qui dure 49 rounds et 2 h 30 min.
Sam McVey repose au Mount Olivet Cemetery de Maspeth, dans le Queens.